# Nyssicostylus subopacus
Nyssicostylus subopacus là một loài bọ cánh cứng trong họ Cerambycidae.